# کریستین دیلی
کریستین دیلی (انگلیسی: Christian Dailly؛ زادهٔ ۲۳ اکتبر ۱۹۷۳) یک بازیکن فوتبال اهل اسکاتلند است.
وی سابقه بازی در تیم‌های مطرحی همچون باشگاه فوتبال بلکبرن راورز، باشگاه فوتبال وستهام یونایتد، باشگاه فوتبال ساوت‌همپتون، باشگاه فوتبال رنجرز و باشگاه فوتبال چارلتون اتلتیک و همچنین ۶۷ بازی ملی برای تیم ملی فوتبال اسکاتلند در کارنامه دارد.